# Списак авиона у Првом светском рату
У овом чланку се налази списак борбених авиона коришћених током Првог светског рата.

## Аустроугарска

### Ловачки авиони
- Авијатик Берг 30.14
- Авијатик Берг 30.25
- Авијатик Берг 30.27/29
- Авијатик Берг 30.30
- Авијатик Берг 30.40
- ВКФ
- ВКФ
- Ефаг
- Лонер 10.20
- Лонер A
- Лонер AA
- Лојд 40.15
- Лојд 40.16
- Нолер
- Феникс
- Ханза-Бранденбург

## Данска

### Ловачки авиони
- Нилсен и Винтер Aa

## Краљевина Италија

### Ловачки авиони
- Ансалдо A.1
- Дукрот
- Капрони
- Маки M.14
- Маки M.5
- Маки M.7
- Помилио Гама

## Немачко царство

### Ловачки авиони
- Авијатик
- Авијатик
- Авијатик
- Авијатик

- Албатрос
- Албатрос
- Албатрос
- Албатрос
- Албатрос
- Германија
- Германија
- Гест јагдфлугцојг
- Дорније
- Дојче флугцојгверке T28

- Јункерс
- Јункерс J.1
- Јункерс J.2
- Јункерс J.7
- Кондор
- Кондор
- Кондор
- Кондор
- Кондор
- ЛВГ
- ЛВГ
- ЛВГ
- ЛВГ
- ЛВГ
- ЛВГ
- ЛВГ
- ЛТГ
- ЛФГ Роланд
- ЛФГ Роланд
- ЛФГ Роланд
- ЛФГ Роланд
- ЛФГ Роланд
- ЛФГ Роланд
- ЛФГ Роланд
- ЛФГ Роланд
- Марк
- НФВ
- НФВ
- Ојлер
- Ојлер
- Ојлер
- Ојлер гелбер хунд
- Ојлер ферзухсцвајзицер
- Пфалц
- Пфалц
- Пфалц
- Пфалц
- Пфалц
- Пфалц
- Пфалц
- Румплер
- Сименс-Шукерт
- Сименс-Шукерт
- Сименс-Шукерт

- Фокер
- Фокер
- Фокер
- Фокер
- Фокер
- Фокер
- Фокер
- Фокер
- Фокер
- Фокер
- Фокер
- Фокер
- Фокер
- Фокер
- Фокер
- Фридрихсхафен
- Фридрихсхафен
- Фридрихсхафен
- Халберштат
- Халберштат
- Халберштат
- Халберштат
- Халберштат
- Ханза-Бранденбург
- Ханза-Бранденбург
- Ханза-Бранденбург
- Ханза-Бранденбург
- Ханза-Бранденбург
- Шваде
- Шите-Ланц
- Шите-Ланц
- Шите-Ланц

## Руска Империја

### Ловачки авиони
- Анатра Анадис
- Григорович М-11
- Григорович М-12
- Енгелс
- Касјаненко
- Моска МБ Бис
- Сикорски C-16
- Сикорски С-18
- Сикорски С-20

## Сједињене Америчке Државе

### Ловачки авиони
- Вот
- Лонинг
- Пакард-Лепер ЛУСАК-11
- Стандард М-дифенс
- Стердевант
- Томас-Морс
- Томас-Морс

## Уједињено Краљевство

### Ловачки авиони
- Авро 521
- Авро 523
- Авро 527
- Авро 530
- Авро 531
- Армстронг Витворт ара
- Армстронг Витворт армадило
- Армстронг-Витворт
- Армстронг-Витворт
- Армстронг-Витворт
- БАТ FK-23 Бантам
- БАТ FK-25 Басилиск
- Бирдмор
- Бирдмор
- Болтон-Пол
- Бристол
- Бристол
- Бристол
- Бристол
- Бристол
- Вестланд
- Вестланд Вегтејл
- Вестланд Визл
- Викерс
- Викерс
- Викерс
- Викерс
- Викерс
- Викерс
- Викерс
- Викерс
- Викерс
- Викерс
- Викерс
- Викерс
- Ер дипартмент Скаут
- Ерко
- Ерко
- Ман-Гример
- Мартинсајд
- Мартинсајд
- Мартинсајд
- Мартинсајд
- Мен Егертон
- Парнал Скаут
- Порт Викторија
- Порт Викторија
- Порт Викторија
- Порт Викторија
- Порт Викторија
- Порт Викторија
- Порт Викторија
- Порт Викторија

- Ројал еркрафт фактори
- Ројал еркрафт фактори
- Ројал еркрафт фактори
- Ројал еркрафт фактори

- Сопвит
- Сопвит
- Сопвит
- Сопвит Пап
- Сопвит Свалоу
- Сопвит Скутер
- Сопвит Снарк
- Сопвит Снајп
- Сопвит Снејл
- Сопвит Стратер
- Сопвит Шнајдер
- Сопвит камел
- Сопвит триплејн
- Супермарин Најтхок

## Француска

### Ловачки авиони
- Анрио
- Анрио
- Анрио
- Анрио
- Анрио
- Анрио
- Блерио-СПАД
- Бреге 17
- Гурду-Лесер
- Гурду-Лесер
- Моран-Солније
- Моран-Солније
- Моран-Солније
- Моран-Солније

- Нијепор
- Нијепор
- Нијепор
- Нијепор
- Нијепор
- Нијепор
- Нијепор
- Нијепор
- Нијепор
- Нијепор Триплан
- Нијепор-Делаж
- Поније
- РЕП
- СЕА
- СПАД
- СПАД
- СПАД
- СПАД
- СПАД
- СПАД
- СПАД
- ФБА 1
- Фарман
- Фарман

## Холандија

### Ловачки авиони
- Спикер

## Шведска

### Ловачки авиони
- Тулин K